# Tengchiena
Tengchiena é um género de gastrópode  da família Euconulidae.
Este género contém as seguintes espécies:
- Tengchiena euroxestus